# Garland (Texas)
Garland ist eine Stadt in der Nachbarschaft von Dallas im US-Bundesstaat Texas. Sie liegt fast vollständig im Dallas County – außer kleinerer Teile im Collin County und Rockwall County.
Bei der Volkszählung 2020 wurde eine Bevölkerung von 246.018 Personen ermittelt. Garland war 2010 die zwölftgrößte Stadt Texas und belegt Rang 87 in den Vereinigten Staaten.

## Geographische Lage und Klima
Garland liegt im Nordosten des Dallas County – Garlands geographische Koordinaten sind 32° 54′ N, 96° 38′ W (32,907325, −96,635197). Nach den Angaben des United States Census Bureau hat die Stadt eine Fläche von 147,9 km2, ohne über nennenswerte Gewässerflächen zu verfügen. Die Stadtgrenzen Garlands sind unregelmäßig und bilden im Norden zum Teil die Grenze zum Collin County.
Garland liegt in einer feucht-subtropischen Region mit Ostseitenklima. Der durchschnittlich wärmste Monat ist der Juli mit der höchsten je gemessenen Temperatur von 44 °C im Jahr 2000. Der Januar hingegen ist der durchschnittlich kälteste Monat mit einer tiefsten Temperatur von −19 °C im Jahr 1989. Der niederschlagsreichste Monat ist der Mai.
|                       | Jan  | Feb  | Mär  | Apr  | Mai   | Jun  | Jul  | Aug  | Sep  | Okt   | Nov  | Dez  |   |       |
| Mittl. Tagesmax. (°C) | 16,6 | 15,8 | 20,1 | 24,6 | 28,7  | 32,9 | 35,3 | 35,6 | 31,3 | 25,7  | 19,4 | 13,9 | ⌀ | 25    |
| Mittl. Tagesmin. (°C) | 1,9  | 4,1  | 8,3  | 12,7 | 17,9  | 21,9 | 23,9 | 23,9 | 19,7 | 13,8  | 7,9  | 2,8  | ⌀ | 13,3  |
|                       |      |      |      |      |       |      |      |      |      |       |      |      |   |       |
| Niederschlag (mm)     | 54,1 | 67,6 | 88,6 | 78,0 | 124,5 | 96,3 | 54,9 | 48,5 | 64,8 | 107,9 | 68,8 | 68,8 | Σ | 922,8 |
|                       |      |      |      |      |       |      |      |      |      |       |      |      |   |       |
| Regentage (d)         | 6,6  | 6,4  | 7,8  | 6,6  | 9,1   | 8,0  | 4,5  | 4,8  | 5,5  | 7,6   | 6,4  | 6,7  | Σ | 80    |

| 1,9 |

| 4,1 |

| 8,3 |

| 12,7 |

| 17,9 |

| 21,9 |

| 23,9 |

| 23,9 |

| 19,7 |

| 13,8 |

| 7,9 |

| 2,8 |

| 1,9 |

| 4,1 |

| 8,3 |

| 12,7 |

| 17,9 |

| 21,9 |

| 23,9 |

| 23,9 |

| 19,7 |

| 13,8 |

| 7,9 |

| 2,8 |

| N i e d e r s c h l a g | 54,1 | 67,6 | 88,6 | 78,0 | 124,5 | 96,3 | 54,9 | 48,5 | 64,8 | 107,9 | 68,8 | 68,8 |
|                         | Jan  | Feb  | Mär  | Apr  | Mai   | Jun  | Jul  | Aug  | Sep  | Okt   | Nov  | Dez  |

## Geschichte
In den 1840er und 1850er Jahren siedelten sich die ersten Pioniere in der Gegend des heutigen Garland an. Ein erster kleiner Ort, Duck Creek, entstand am westlichen Ufer des gleichnamigen Flusses. Ca. 1886 wurde nordöstlich von Duck Creek die Trasse der GC&SF Eisenbahnlinie errichtet. Ein zweiter Ort, Embree, begann sich um ein Eisenbahndepot zu entwickeln. Benannt wurde Embree nach einem angesehenen Arzt der Ansiedlung, K. H. Embree.
Nach einem zerstörerischen Feuer im Jahr 1887 verlegten einige Firmen ihre Sitze von Duck Creek nach Embree. Andere verlegten ihre Aktivitäten ein wenig nördlich nach New Duck Creek. Duck Creek verlor sein Post Office an Embree. Es kam zu einem einjährigen Streit über den künftigen Ort des Post Offices.
Die Positionierung des Post Office zwischen den beiden Gemeinden stellte einen durch den Politiker Joseph Abbott vermittelten Kompromiss dar, auf den sich beide Gemeinden verständigen konnten.
Garland – als Ansiedlung um dieses Post Office – wurde im Jahr 1888 nach dem Justizminister Augustus Hill Garland benannt. 1890 betrug die Einwohnerzahl bereits 478. 1891 wurde Garland dann offiziell zur Stadt, in der die beiden ehemaligen Orte Duck Creek und Embree aufgingen. Erster gewählter Bürgermeister wurde 1892 M. Davis Williams.
Garland wuchs schnell. Bereits 2 Jahre nach Gründung verfügte es über eigenes College und war schnell für die gute Schulausbildung bekannt. 1895 wurde die erste Bankfiliale gegründet. Ein Feuer zerstörte 1899 28 der 30 Geschäftsgebäude, darunter das der lokalen Zeitung Garland Daily News. Der anschließende Wiederaufbau erfolgte um den zentralen Platz des Ortes herum.
Bis 1904 hatte Garland 819 Einwohner. 1920 sammelten Geschäftsmänner Geld, um einen neuen Stromgenerator für die Stadt zu finanzieren und gründeten dazu die Garland Power and Light Company. Am 9. Mai 1927 zerstörte ein verheerender Tornado Teile der Stadt und tötete 17 Menschen, darunter den früheren Bürgermeister S. E. Nicholson. Nach diesem wurde 6 Jahre später die neu eröffnete Bibliothek benannt. Während des Zweiten Weltkriegs entstanden in der Gegend um Garland mehrere Flugzeugfabriken. Diese wurden nach dem Krieg von der Kraft Foods Group übernommen und für ihre Produktion entsprechend umgebaut.
Von 1950 bis 1954 litt die Gegend unter einer ernsthaften Dürre. Um die Wasserbedürfnisse zu stillen, musste man Wasser aus dem nahegelegenen Lake Lavon entnehmen.

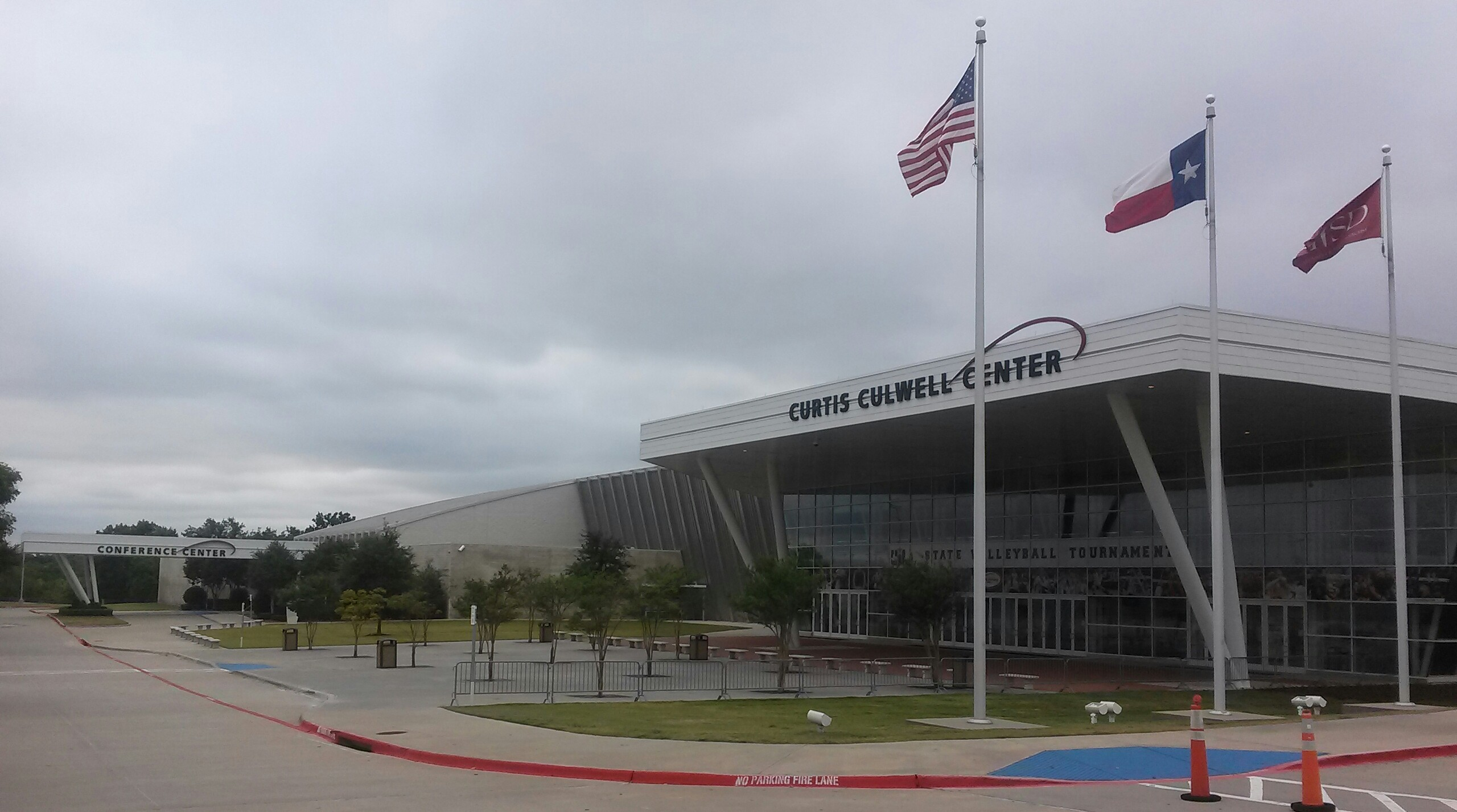
Curtis Culwell Center

Am 3. Mai 2015 geriet Garland international in die Schlagzeilen, als zwei bewaffnete Männer gegen 19:00 Uhr Ortszeit das Curtis Culwell Center angriffen, in dem zu dieser Zeit eine Ausstellung mit Mohammed-Karikaturen stattfand. Bei der Attacke wurde ein Sicherheitsmann verletzt und die beiden Angreifer getötet. Bei der Ausstellung, der ein entsprechender Wettbewerb vorausgegangen war, war neben 200 anderen Besuchern auch der niederländische Rechtspopulist Geert Wilders anwesend. Sie wurde durch die American Freedom Defense Initiative, die vom Southern Poverty Law Center als anti-Muslim hate group (anti-muslimische Hassgruppe) bezeichnet wird, organisiert. Bei den beiden Attentätern handelte es sich um zwei muslimische Amerikaner aus Phoenix.

## Sport
2021 fanden die Panamerika-Meisterschaften im Cyclocross im W. Cecil Winters Park in Garland statt.

## Söhne und Töchter der Stadt
- Mookie Blaylock (* 1967), Basketballspieler
- Bobby Boyd (1937–2017), American-Football-Spieler
- Mire Chatman (* 1978), Basketballspieler
- Chad Deering (* 1970), Fußball-Nationalspieler
- Amber Dotson, Sängerin und Songwriterin
- Devin Duvernay (* 1997), American-Football-Spieler
- Cameron Finley (* 1987), Schauspieler
- Caleb Landry Jones (* 1989), Schauspieler und Musiker
- Brooke Mayo (* 1989), Fußballschiedsrichterassistentin
- Mason Musso (* 1989), Gitarrist, Sänger und Songwriter
- Mitchel Musso (* 1991), Schauspieler, Synchronsprecher und Sänger
- Jennifer Madu (* 1994), nigerianisch-US-amerikanische Sprinterin